# Kaple svatého Kříže (Lipová)
Kaple svatého Kříže je zámecká kaple v Lipové, která se nachází v prvním patře severovýchodního křídla lipovského zámku. Ve druhé dekádě 21. století je, stejně jako celý zámek, značně poničená a čeká na rekonstrukci. Spolu se zámkem je chráněna jako kulturní památka České republiky.

## Historie
Stavba nového barokního zámku v Lipové začala roku 1737 na popud majitele lipovského panství Leopolda Antonína Salm-Reifferscheidta (1699–1769), stavební a dokončovací práce však pokračovaly ještě následující dvě desetiletí. Podle plánů Girolama Costy postavil zámek místní hraběcí stavitel Zacharias Hoffmann (1678–1754). Stavba nebyla v pozdějších letech významně upravován, totéž platí pravděpodobně i pro kapli svatého Kříže. V dochovaném soupisu místností je označena jako modlitebna; i v dalších letech se jednalo patrně o skromnou soukromou kapli hraběcí rodiny. Po první světové válce změnil zámek majitele. Tím byl od roku 1924 pražský advokát JUDr. Josef Apollo Růžička (1889–1942), zmínky o kapli však chybí. Ke svému účelu byla patrně naposledy využívána v 60. letech 20. století v době, kdy v zámku sídlil domov důchodců. Od 70. let 20. století zůstal zámek prázdný, bez vnitřního vybavení, a postupně chátral. Zkáza zámku byla téměř dokonána na počátku 21. století, kdy se postupně propadly krovy. Kaple svatého Kříže tak prakticky zanikla a není veřejnosti přístupná. Současný majitel (od roku 2011) Via Tempora Nova z. s. se snaží o celkovou rekonstrukci zámku.

## Popis
Zámecká kaple svatého Kříže se nachází v prvním patře severovýchodního křídla budovy. Byla jedinou zaklenutou místností jinak plochostropého podlaží. Místnost o ploše 18 m2 byla zařízena skromně, bez zvláštní výmalby nebo štukové výzdoby. Zařízení kaple se nedochovalo, inventář byl rozebrán po druhé světové válce. Mezi něj patřila zmenšená kopie hlavního oltáře z nedalekého kostela svatého Šimona a Judy, který vytvořil drážďanský dvorní sochař Franz Pettrich (1770–1844) se svým zetěm.

## Galerie

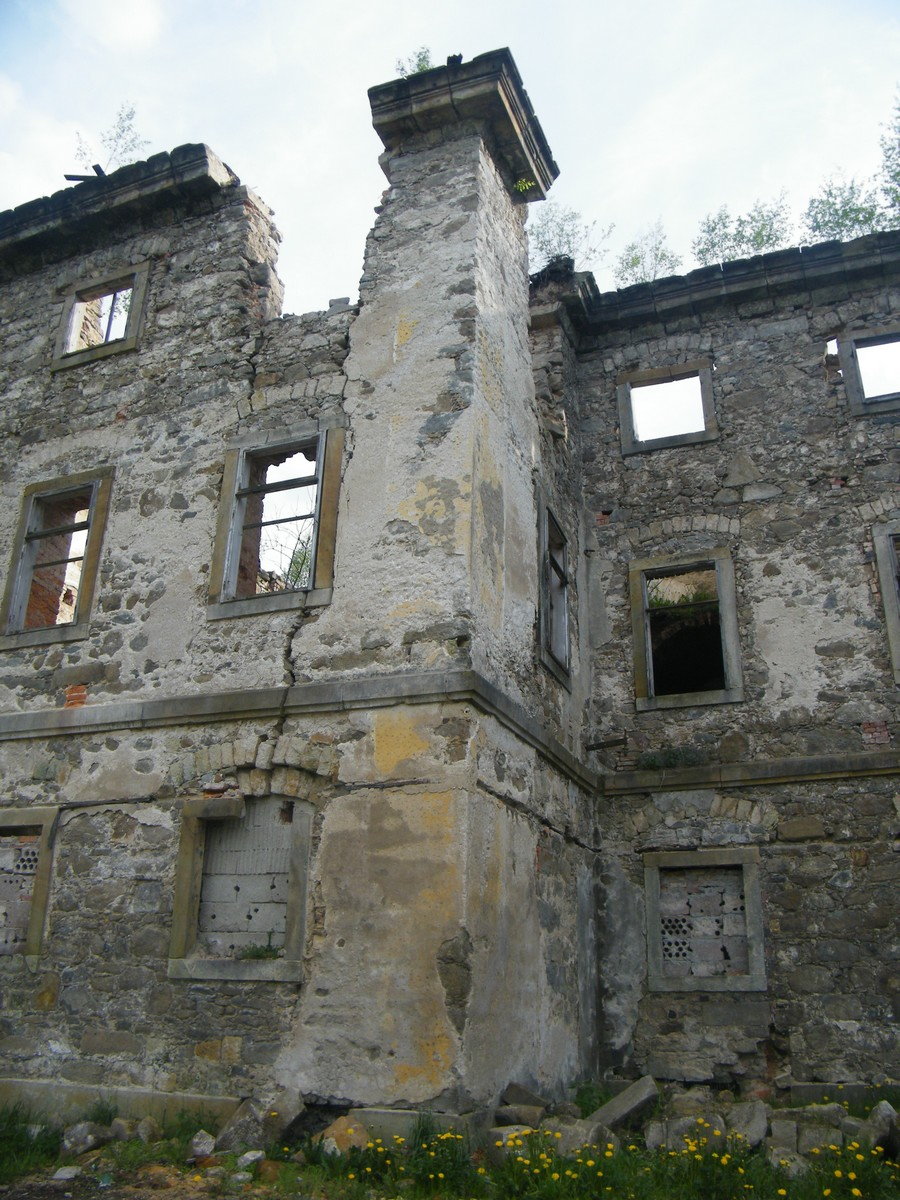
Poničené severovýchodní křídlo (2016)
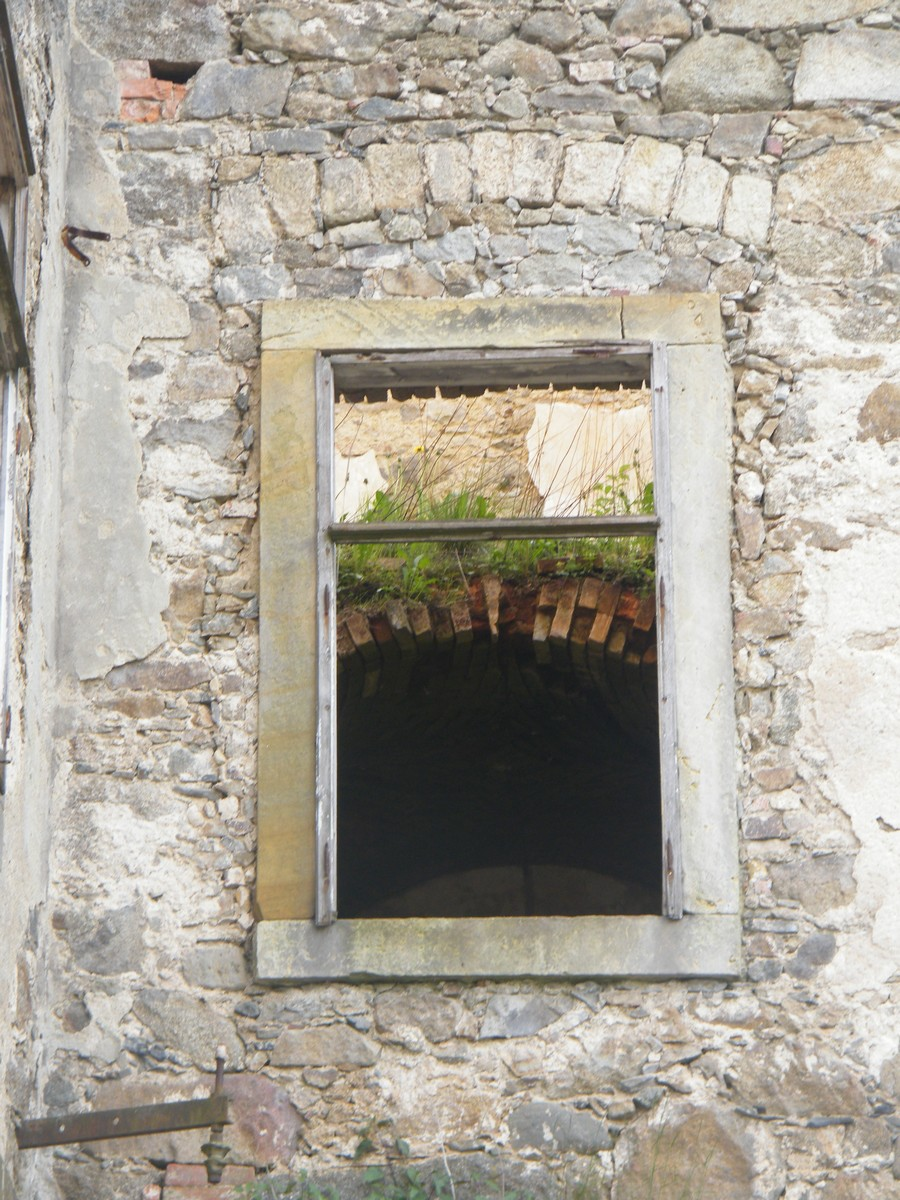
Detail okna kaple (2016)